# Бурдене
Бурдене́ (фр. Bourdenay) — коммуна во Франции, находится в регионе Шампань — Арденны. Департамент — Об. Входит в состав кантона Марсийи-ле-Эйе. Округ коммуны — Ножан-сюр-Сен.
Код INSEE коммуны — 10054.
Коммуна расположена приблизительно в 110 км к юго-востоку от Парижа, в 90 км юго-западнее Шалон-ан-Шампани, в 37 км к западу от Труа.

## Население
Население коммуны на 2008 год составляло 103 человека.
| 1962 | 1968 | 1975 | 1982 | 1990 | 1999 | 2008 |
| ---- | ---- | ---- | ---- | ---- | ---- | ---- |
| 127  | 123  | 113  | 108  | 116  | 123  | 103  |

## Администрация
| Период | Период | Фамилия        | Партия | Примечания |
| ------ | ------ | -------------- | ------ | ---------- |
| 2001   | 2008   | Дидье Верзлен  |        |            |
| 2008   |        | Франсуа Бертье |        |            |

## Экономика
В 2007 году среди 58 человек в трудоспособном возрасте (15—64 лет) 36 были экономически активными, 22 — неактивными (показатель активности — 62,1 %, в 1999 году было 60,6 %). Из 36 активных работали 34 человека (22 мужчины и 12 женщин), безработных было 2 (1 мужчина и 1 женщина). Среди 22 неактивных 2 человека были учениками или студентами, 9 — пенсионерами, 11 были неактивными по другим причинам.